# Siim-Sander Vene
Siim-Sander Vene (Tartu, 12 novembre 1990) è un cestista estone.

## Carriera
Con l'Estonia ha disputato due edizioni dei Campionati europei (2015, 2022).

## Palmarès
- Campionato lituano: 3

Žalgiris Kaunas: 2013-2014, 2014-2015, 2015-2016
- Campionato lettone: 1

VEF Riga: 2011-2012
- Coppa di Lituania: 2

Prienai: 2013
Žalgiris Kaunas: 2015
- Coppa di Israele: 1

Hapoel Gerusalemme: 2023
- Nacionalinė krepšinio lyga: 1

Žalgiris-Sabonis: 2008